# Christof Müller-Wirth
Christof Müller-Wirth (* 22. Dezember 1930 in Berlin; † 12. März 2022 in Karlsruhe) war ein deutscher Verleger und Journalist in Karlsruhe und ein Ururenkel des Vormärzpolitikers Johann Georg August Wirth.

## Leben und Wirken
Christof Müller-Wirth wohnte nach Kriegsbeginn ab 1941 in Hinterzarten im Schwarzwald. Dort war er von 1941 bis zum Abitur 1949 Schüler der Schule Birklehof. Nach dem Abitur absolvierte er von 1950 bis 1952 eine Buchdruckerlehre in Stuttgart.
Er begann sein Studium 1952 an der University of Virginia in Charlottesville und schloss es 1954 als „Bachelor of Arts“ ab. Von 1954 bis 1958 studierte er Volkswirtschaft an der Universität in Heidelberg. 1958 promovierte er zum Thema „Die wirtschaftliche Situation des Verlags als Unternehmung“. 1959 trat er in die C. F. Müller Großdruckerei und Verlag GmbH in Karlsruhe ein und wurde geschäftsführender Gesellschafter. Von 1961 bis 1978 war Müller-Wirth Verleger der Zeitschrift Das Argument.
Ab 1958 war er Mitglied der SPD. Später war er Vorsitzender des Badischen Kunstvereins und des Verbandes der Verlage und Buchhandlungen in Baden-Württemberg e.V. Von 1982 bis 1994 übernahm er als Nachfolger von Alex Möller den Vorsitz des Kuratoriums der Kunststiftung  Baden-Württemberg. Christof Müller-Wirth begleitete die Arbeit der Siebenpfeiffer-Stiftung seit deren Gründung 1988 und war steter Gast bei Preisverleihungen, Festbanketten und anderen Aktivitäten. Auf seine Initiative hin beauftragte die Stiftung den Schriftsteller Michail Krausnick einen Roman über J.G.A. Wirth zu verfassen. Die speziell an jugendliche Leser adressierte Biographie erschien 1997 im Quadriga-Verlag Berlin. 2011 folgte eine Neuauflage als Taschenbuch.
Von 1994 bis 2004 war er ehrenamtlicher Geschäftsführer des von ihm gegründeten Fördervereins Erinnerungsstätte für die Freiheitsbewegungen in der deutschen Geschichte e.V. in Rastatt. Sein Ururgroßvater J.G.A. Wirth hatte seit 1831 in Homburg die Vormärz-Zeitung Deutsche Tribüne herausgegeben, Christof Müller-Wirth veröffentlichte 2004 die komplette Deutsche Tribüne in drei Bänden versehen mit heutiger Schrift in einem Neudruck nebst Begleitband.
Christof Müller-Wirth war verheiratet mit Dagmar Thomsen (* 1. Juni 1937), aus der Ehe gingen der Sohn Moritz und die Tochter Alice hervor. Seit 1983 war er verheiratet in der 2. Ehe mit Sabine, geborene Schwermer.

## Ehrungen
- Ehrenmitglied des Fördervereins Erinnerungsstätte für die Freiheitsbewegungen in der deutschen Geschichte e.V. (2011)
- Verleihung der Wirth-Medaille der Stadt Homburg (2014)
- Verleihung des Ludwig-Marum-Preises (2015)[7]

## Veröffentlichungen
- Hrsg.: Code Napoleon – badisches Landesrecht: Wegbereiter deutscher Rechtsgeschichte. Heidelberg 1997, ISBN 3-7880-9908-9.
- Hrsg.: Dem Ideal der Freiheit dienen – ihrer Vorkämpfer gedenken. Rastatt 2003, ISBN 978-3-00-011738-1.
- Deutsche Tribüne (1831–1832): 1. Juli 1831 (Nr. 1) – 31. Oktober 1831 (Nr. 121). 1. November 1831 (Nr. 122) – 31. März 1832 (Nr. 71). Gebundene Ausgabe – 20. Dezember 2004, von Wolfram Siemann (Herausgeber), Christof Müller-Wirth (Herausgeber), J. G. A. Wirth (Autor), ISBN 3-598-11543-1
- Vom Erleben und Erhalten eines demokratischen Erbes, Spurensicherung des Lebens und Wirkens von Johann Georg August Wirth. 2010 (Übergeordneter Titel: Kämpfer für Freiheit und Demokratie – Johann Georg August Wirth, S. 67–84) ISBN 978-3-942189-07-1.
- Herausgeber der Streitschrift „JETZT entrüsten“, Anstifter-Verlag, Stuttgart 2012.

## Nachrufe
- Nachruf auf Christof Müller-Wirth im Bundesarchiv 2022.
- Nachruf: Wirths Ururenkel ist verstorben in der Tageszeitung Die Rheinpfalz vom 24. März 2022.
- Christof Müller-Wirth, Wegbegleiter der Siebenpfeiffer-Stiftung verstorben in Homburg1 das Onlinemagazin für Homburg und die Region vom 26. März 2022.
- Dr. Christof Müller-Wirth verstorben in Stadt Hof vom 1. April 2022.